# Anopheles bellator
Anopheles bellator är en tvåvingeart som beskrevs av Dyar och Frederick Knab 1906. Anopheles bellator ingår i släktet Anopheles och familjen stickmyggor. Inga underarter finns listade i Catalogue of Life.